# Vladimir Tendrjakov
Vladimir Fjodorovitsj Tendrjakov (Russisch: Владимир Фёдорович Тендряков) (Makarovskaja, oblast Vologda, 5 december 1923 – Moskou, 3 augustus 1984) was een Russisch schrijver, vooral van korte verhalen.

## Leven en werk
Tendrjakov werd geboren als zoon van een ambtenaar. Hij vocht in de Tweede Wereldoorlog als soldaat en overleefde een zware verwonding. Van 1946 tot 1951 studeerde hij literatuur aan het Gorki-instituut te Moskou. Hij schreef al vanaf eind jaren veertig, maar pas in 1955, na het intreden van de ‘dooi’ (destalinisatie) werd hij fulltime schrijver.
In het omvangrijke oeuvre van Tendrjakov staan sociale kritiek en esthetische problematiek centraal. Hij beschrijft gedetailleerd en diepgaand de psychologische aspecten van zaken als schuld, doel-middelen en morele plicht versus sociale verplichting. Tendrjakov rehabiliteert de in de Stalinistische literatuur verwaarloosde mens, die hij meestal toont in conflictsituaties. Tegenover kunstmatig opgeblazen conflicten van vroeger stelt hij ontspoorde huwelijken (De maansverduistering, 1979), botsingen in het artistieke milieu (Weerzien met Nefretite, 1964) en ijzeren bureaucraten (Kuilen, 1956). Vaak vinden Tendrjakovs helden een uitweg in het religieuze (Een buitengewoon voorval, 1961; Apostolische dienstreis, 1969). Hij houdt een voortdurend pleidooi voor tolerantie, kritisch denken en is wars van clichés, waarbij wel gezegd moet worden dat Tendrjakov vaak erg expliciet is in het formuleren van zijn boodschap.
Typerend voor Tendrjakov is het verhaal Kortsluiting (1962). In een stad valt op oudejaarsavond het licht uit. Er moet snel ingegrepen worden, maar iedereen is bang voor de verantwoordelijkheid. De directeur grijpt uiteindelijk in, maar er valt een dode. Wie draagt de schuld? 
In 1981 verscheen een Nederlandse vertaling (door Dick Peet) van Lentespel, over een jongetje, Djoesjka, die verliefd wordt op het meisje Riemka, maar de omgeving begrijpt er helemaal niets van.
Tendrjakov overleed in Moskou een jaar voor de perestroika.